# Neoachryson castaneum
Neoachryson castaneum är en skalbaggsart som beskrevs av Monné M. L. och Monné M. A. 2004. Neoachryson castaneum ingår i släktet Neoachryson och familjen långhorningar. Inga underarter finns listade i Catalogue of Life.